# 佩什图里纳
佩什图里纳（拉丁转写：Pešturina）是塞尔维亚东南部尼什卡礦泉的一个洞穴，2006年开始考古发掘，发现了一些旧石器时代中期、晚期动物、人类化石和人类玉髓、燧石工具。遗迹属于莫斯特文化，可追溯至111,000+5,000至39,000+3,000年前，是距离现在最近的尼安德特人聚居地之一，号称“塞尔维亚的阿塔普埃尔卡”。
其名来自古塞尔维亚语peštera，意思是“大洞穴”。

## 地理
该洞穴位于蘇瓦山北坡的小山丘上，海拔330米（1,080英尺） 。入口朝西，15米（49英尺）宽，3.5米（11英尺）高，22米（72英尺）深。石材为上侏罗统白云岩/礁灰岩。
除去佩什图里纳外，附近还有Mala Balanica、Velika Balanica两个洞穴，都有原始人类遗骸，且后两处遗址历史更为悠久：分别有30万年和50万年的历史。这些洞穴没有直达道路，只能从Sićevo村南通过绳索抵达。21世纪初，该地区发生淘金潮，淘金者曾在此露营，因此发现了遗址。

## 发掘
佩什图里纳自2006年开始发掘，2006年就已经发现了史前晚期的物品，如石刀和大量骨头。2008年、2010至2012年又再次进行发掘。
到2020年，已发掘面积24 m2（260 sq ft）、深3米（9.8英尺），共有四个地层。